# كندة قولان سفلي
كندة قولان سفلي هي قرية في مقاطعة بيرانشهر، إيران. عدد سكان هذه القرية هو 55 في سنة 2006.